# شوالیه تاریکی (مجموعه تلویزیونی)
شوالیه تاریکی (انگلیسی: Dark Knight) یک سریال تلویزیونی براساس رمان سر والتر اسکات، آیوانهو است. این مجموعه تولید مشترک نیوزلند و انگلیس است که سابقه سریال موفق زینا: شاهدخت جنگجو را در کارنامه خود دارند.